# زائدة (لغة)
الزائدة أو المزيد حرف معنى (مرفيم) يلصق بالكلمة فيسمى باللاصقة أو يزاد داخلها فيسمى بالداخلة، لتركيب كلمة أخرى منها. في الحالة الأولى تسمى الكلمة بالسالمة، وفي الثانية بالمكسرة. مثال هتين الحالتين الجمع السالم للمذكر والمؤنث والجمع المكسر.

## أنواع الزيادة
| الزائدة         | مثال                                                 | موضع              | تفسير                                                    |
| --------------- | ---------------------------------------------------- | ----------------- | -------------------------------------------------------- |
| سابقة           | اِنقَلَبَ                                                | سابقة‌أصل          | يأتي في مقدم الكلمة                                      |
| لاحقة           | أَرضُون                                                | أصل‌لاحقة          | يأتي في مؤخر الكلمة                                      |
| داخلة           | د‹ا›فَعَ                                               | أ‹داخلة›صل        | يأتي ضمن الكلمة                                          |
| زائدة محيطة     | أَ›بعَد‹نَ                                              | محيطة›أصل‹محيطة   | جزء في مقدم الكلمة وآخر في مؤخرها                        |
| زائدة مقحمة     | يخبرني                                               | أصل¹مقحمة‌أصل²     | يصل أصلين اثنين في كلمة مركبة، أو أصلا بلاحقة            |
| زائدة مضاعفة    | حل                                                   | أصل~مضاعفة        | تكرار جزء من الأصل أو كله                                |
| زائدة تكسير     | ‹أ›ور‹ا›ق                                            | أ‹تكسير›صل‹تكسير› | أجزاء من الأفكس موزعة في مواضع من الكلمة                 |
| زائدة مطردة     | أَسَد ← أُسُد                                            |                   | تغير المعنى بتغير جزء من الكلمة (تغير حركاتها في الغالب) |
| زائدة فوق قطعية | ها (بفخامة الألف: حرف تنبيه. بإمالة الألف: حرف هجاء) |                   | تغير المعنى بتغير لحن الكلمة الواحدة                     |
| زائدة حذف       | رَ، بمعنى انظر الأصل ارأَ من رَأَى                       | أص‍                | حذف جزء من الكلمة وتغير المقصود بها (مثال: الاسم الناقص) |

## حروف الزيادة
حروف الزيادات العربية عشرة مجموعة في جملة «اليوم تنساه». ومنها الزوائد الأربع للفعل المضارع وهي المجموعة في لفظة «أنيت».

## حواش
1. ↑  إدريس بن الحسن العلمي. لا اتزان إلا بالأوزان
2. ↑  مزید (اسم ومصدر) - لغت نامه دهخدا نسخة محفوظة 11 يناير 2011 على موقع واي باك مشين.
3. ↑  Kilani-Schoch. p. 75